# اشتپانوویتسه (برنو)
شتیپانوویتسه (به چکی: Štěpánovice) یک منطقهٔ مسکونی در جمهوری چک است که در ناحیه برنو-تسوونتری واقع شده‌است. شتیپانوویتسه ۵٫۰۲ کیلومتر مربع مساحت و ۴۵۴ نفر جمعیت دارد و ۲۶۱ متر بالاتر از سطح دریا واقع شده‌است.